# بابینگورس
بابینگورس (به انگلیسی: Bobbingworth) یک روستا و محله مدنی در بریتانیا است که در اپیتنگ فارست واقع شده‌است. بابینگورس ۲۸۰ نفر جمعیت دارد.